# Landesfrauenklinik Magdeburg

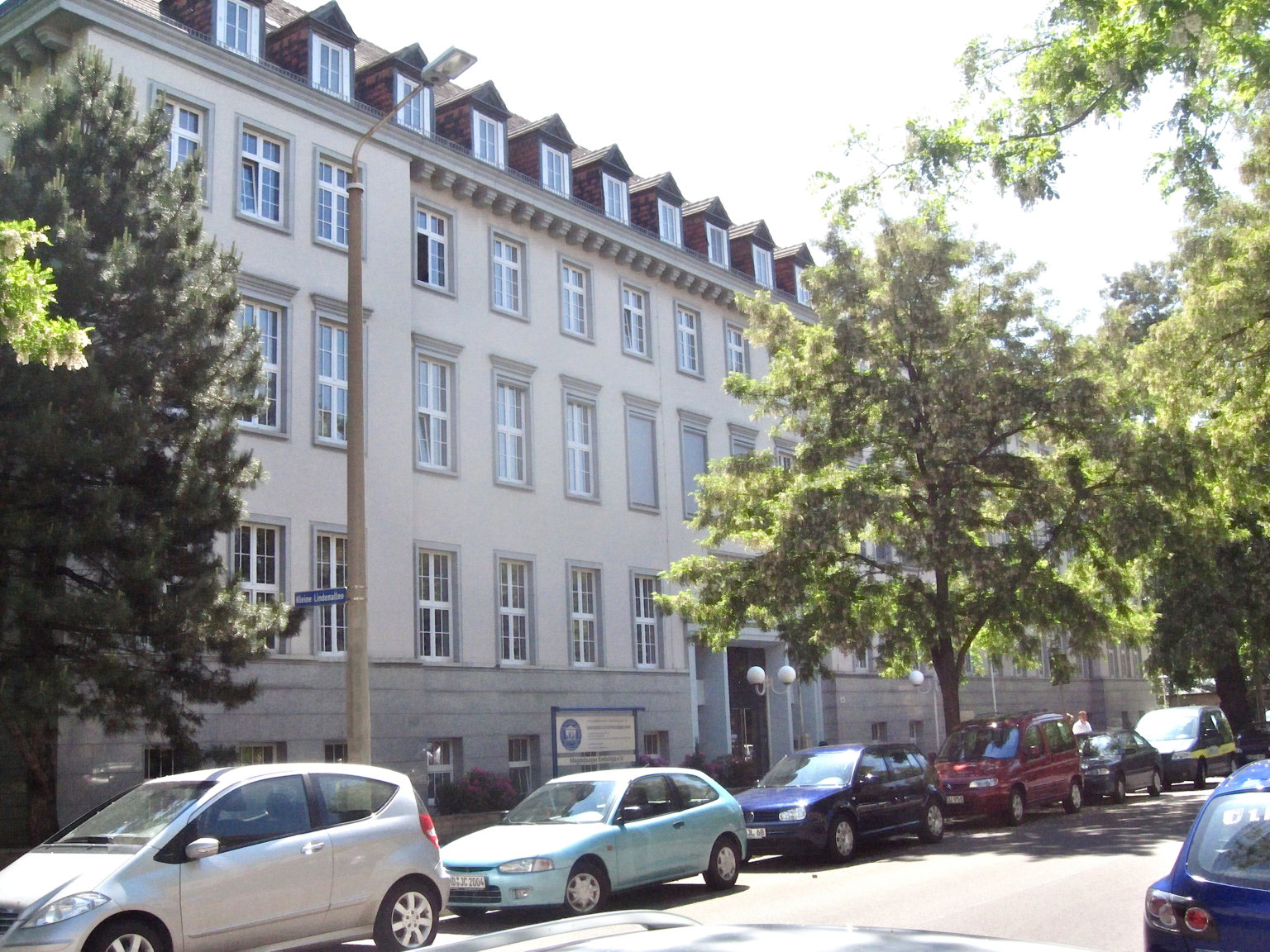
Universitätsfrauenklinik 2009

Die Landesfrauenklinik Magdeburg (kurz: LFK Magdeburg) ist ein Krankenhaus in der Magdeburger Gerhart-Hauptmann-Straße im Stadtteil Stadtfeld Ost, welches mit Gründung der Medizinischen Akademie Magdeburg als eine von zwei Frauenkliniken in die Hochschule integriert wurde. Heute sind in dem Gebäude die Universitätsfrauenklinik und die Klinik für Reproduktionsmedizin und Gynäkologische Endokrinologie der Otto-von-Guericke-Universität Magdeburg untergebracht.

## Ursprünge der Klinik

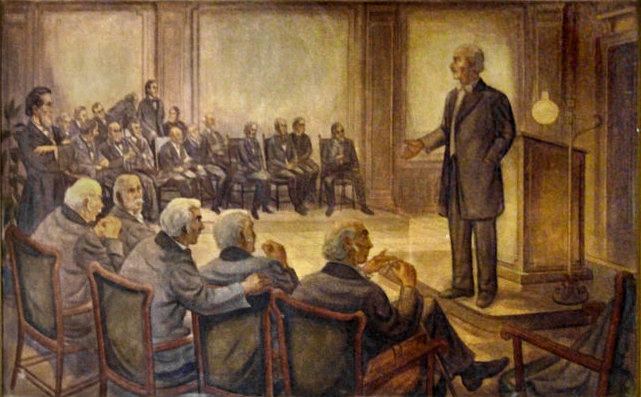
Wandgemälde im Foyer

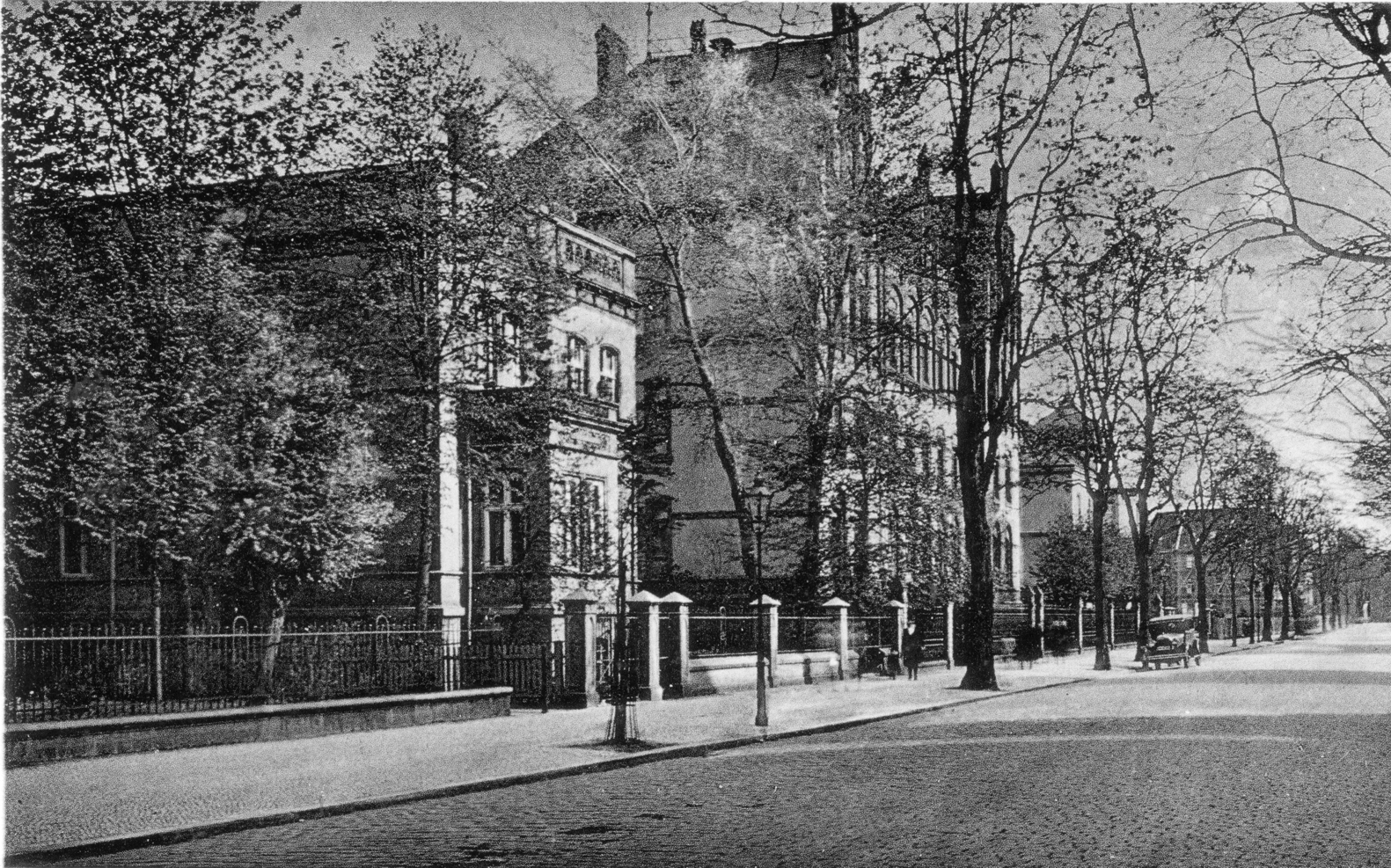
Um 1915

Die Ursprünge gehen auf eine Anordnung Friedrich II. von Preußen aus dem Jahre 1772 zur Gründung von Provinzial-Hebammenlehranstalten zurück. Wilhelm Voigtel (1767–1844) wurde 1795 zum Hebammenlehrer an die Magdeburger Provinzialschule berufen. 1798 schloss er ihr die erste geburtshilfliche Klinik, das Gebärhaus, an. 1823 löste ihn Friedrich Leberecht Trüstedt (1791–1855) als Direktor der Hebammenlehranstalt ab. Bereits nach zwei Jahren übernahm Carl Eduard Voigtel (1801–1868), ein Neffe von Trüstedts Vorgänger, die Einrichtung, die er von 1826 bis 1864 leitete. Von 1827 bis 1849 vertrat er zusätzlich an der Medizinisch-chirurgischen Lehranstalt die Theorie der Geburtshilfe, die von August Varges (1793–1863) von 1827 bis 1849 praktisch unterrichtet wurde.  Varges war bereits seit 1823 Lehrer für die praktische Ausbildung an der Magdeburger Hebammenlehranstalt. 1876 ging die Hebammenschule in der Kreuzgangstraße 10 und 11 in die Verwaltung der Provinz Sachsen über und wurde damit zur Provinzial-Hebammenlehranstalt. Vorübergehend war Johannes Benjamin Brennecke (1849–1931) an der Provinzial-Hebammenlehranstalt tätig, der sich 1876 als erster Facharzt für Frauenheilkunde in Magdeburg niedergelassen hatte. Brennecke trat für eine Erweiterung des Netzes geburtshilflicher Kliniken neben den damals fast nur vorhandenen Ausbildungskliniken ein, da diese von mittellosen verheirateten Frauen weitgehend gemieden wurden. 1880 eröffnete er im Magdeburger Stadtteil Sudenburg eine Privatklinik in Trägerschaft eines Frauenvereins unter der Bezeichnung Wöchnerinnenasyl. Die Einrichtung ersetzte bis 1919 eine bis dahin noch fehlende städtische Frauenklinik.

## Gründung der Klinik
Unter dem Direktorat von F. Dahlmann, der die Einrichtung von 1892 bis 1907 leitete, wurde ein Neubau in der damaligen Kaiser-Friedrich-Straße, der heutigen Gerhart-Hauptmann-Straße, geplant. 1897 erfolgte die Grundsteinlegung für den Neubau. Dieser wurde 1899 nach zweijähriger Bauzeit fertiggestellt und als Entbindungsheim und staatliche Hebammenschule eröffnet. 1914 wurde die Provinzial-Hebammenlehranstalt in Landesfrauenklinik umbenannt, behielt jedoch auch die Funktion als Hebammenlehranstalt weiter. Am 1. Juni 1907 wurde Alkmar von Alvensleben vom Provinzialausschuss der Provinz Sachsen durch den Landeshauptmann Kurt Freiherr von Wilmowsky mit der ärztlichen Leitung der Anstalt betraut.

## Entwicklung bis 1945

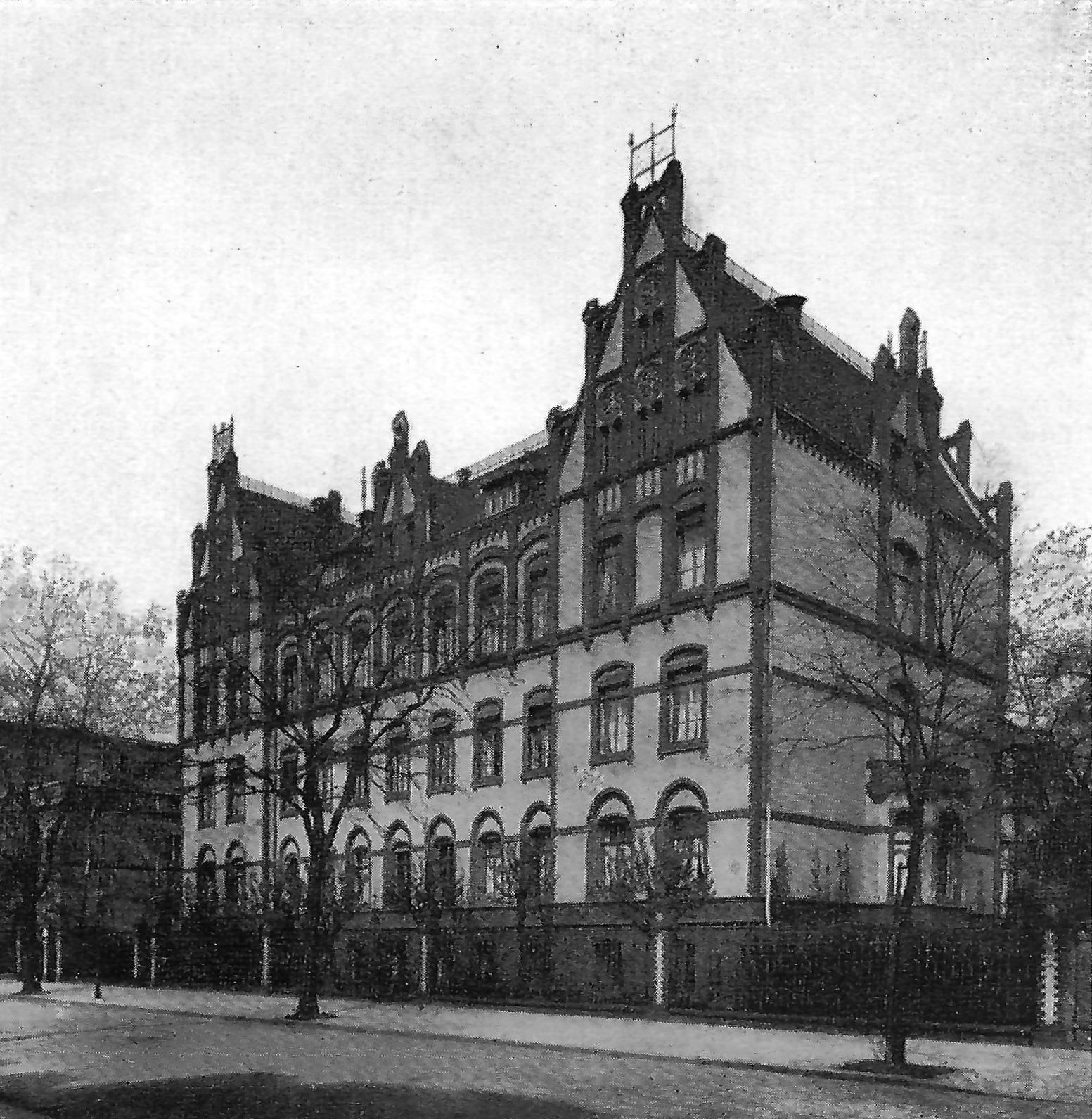
Landesfrauenklinik in den 1920er Jahren

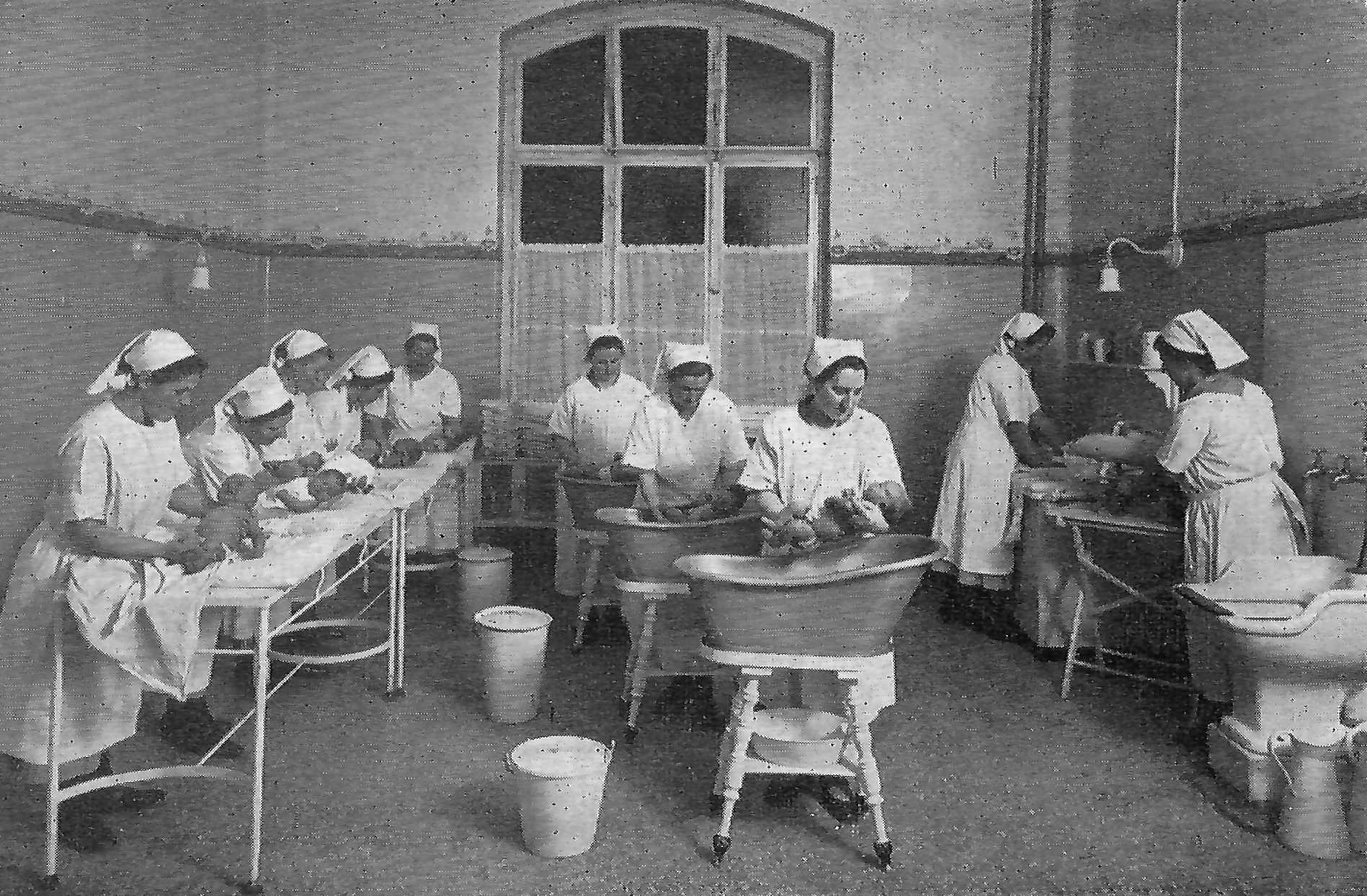
Säuglingsbaderaum in den 1920er Jahren

Von Alvensleben leitete die Klinik bis 1945. Unter seiner Leitung entwickelte sich die Einrichtung von einer anfänglich geburtshilflichen zur gynäkologisch-geburtshilflichen mit zunehmend chirurgischem Profil. 1928 kam Gustav Kleff an die Landesfrauenklinik, wo er ab 1929 als Oberarzt tätig war. Am 1. April 1947 errichtete er an den Pfeifferschen Stiftungen eine gynäkologisch-geburtshilfliche Abteilung. Am 1. Mai 1936 wurde an der Landesfrauenklinik die Frauenmilchsammelstelle wieder eingerichtet, welche 1919 von Marie Elise Kayser (1895–1950), als erste in Deutschland, an der Kinderabteilung des Altstädtischen Krankenhauses Magdeburg gegründet, 1923 infolge der wirtschaftlichen Situation jedoch geschlossen worden war.
In der Zeit des Nationalsozialismus fand, wie der Deutsche Gemeindetag 1938 informierte, eine zunehmende Separierung jüdischer Mitbürger auch in Krankenhäusern statt. Auch in Magdeburg wurden jüdische Patientinnen an der Landesfrauenklinik abgewiesen, da in der Stadt ein jüdischer Frauenarzt praktizierte, wie der Oberpräsident in Merseburg mitteilte.

## Entwicklung nach 1945

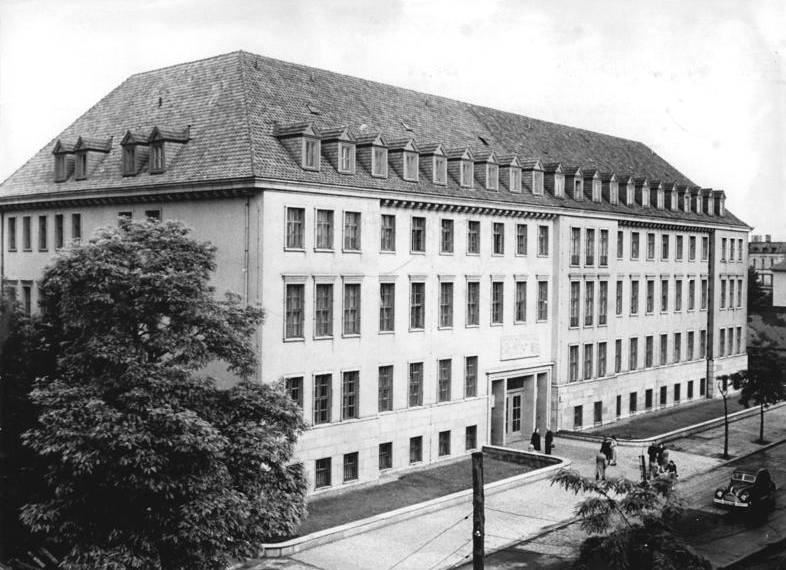
1956

Beim Luftangriff auf Magdeburg am 16. Januar 1945 wurde die Klinik fast völlig zerstört. Die Versorgungsaufgaben wurden in der darauffolgenden Zeit unter schwersten Bedingungen weitergeführt. 1946 übernahm Max Penkert (1877–1955) mit 69 Jahren die Leitung der Hebammenlehranstalt und der Landesfrauenklinik Magdeburg. Von 1913 bis 1945 hatte er die gynäkologisch-geburtshilfliche Abteilung des Kahlenbergstiftes in Magdeburg und war von 1945 bis 1946 kommissarischer Chef der Städtischen Frauenklinik Magdeburg-Sudenburg. Penkert war maßgeblich an der Planung des Wiederaufbaus der Landesfrauenklinik beteiligt und blieb deren Direktor bis 1950.
Die Hebammenausbildung erfolgte ab 1951 im Rahmen der neu gegründeten medizinischen Fachschule mit praktischer Ausbildung an der Landesfrauenklinik. Am 1. September 1961 entstand aus der medizinischen Fachschule die Medizinische Schule der Medizinischen Akademie Magdeburg, die am 1. September 1974 wieder in eine Medizinische Fachschule und mit der deutschen Wiedervereinigung zur Berufsfachschule der Medizinischen Fakultät der Otto-von-Guericke-Universität Magdeburg umgewandelt wurde.
In Nachfolge von Max Penkert wurde 1950 Josef-Peter Emmrich (1909–1963) zum Leiter der Landesfrauenklinik in Magdeburg berufen. Er erarbeitete mit dem Architekten Joachim Franz Erich Degenkolbe das Konzept zum Wiederaufbau und zur Erweiterung der Klinik und setzte dessen Realisierung während des ersten Fünfjahrplans zu einer der modernsten deutschen Frauenkliniken durch. Am 28. Februar 1956 wurde das neue Klinikgebäude eingeweiht.
Mit der Gründung der Medizinischen Akademie Magdeburg am 7. September 1954 wurde die Landesfrauenklinik in die Hochschule eingegliedert. Emmrich wurde zum Professor mit Lehrstuhl für Frauenheilkunde und Geburtshilfe berufen.
Im Durchschnitt kamen in der Klinik anfangs 170 Kinder im Monat zur Welt. Die Säuglingssterblichkeit konnte seit Ende des Zweiten Weltkriegs deutlich gesenkt werden. An der Klinik wurde eine neuentwickelte Anlage zur Herstellung von Trockenfrauenmilch in Betrieb genommen. Dadurch wurde es der Frauenmilchsammelstelle der Klinik möglich, Vorräte an Frauenmilch anzulegen und in Zeiten größeren Bedarfs einzusetzen, um das Leben Neugeborener zu erhalten. Mit der Trockenfrauenmilch konnten auch Säuglinge in entlegenen Landgemeinden versorgt werden, die auf künstliche Ernährung angewiesen waren.
Emmrich gründete 1958 mit Richard Fikentscher (München), Kurt Semm (München), Paul Jordan (Münster) und Harry Tillmann (Gießen) in München die Deutsche Gesellschaft zum Studium der Fertilität und Sterilität, die 1998 in die Deutsche Gesellschaft für Reproduktionsmedizin umbenannt wurde.
Im Dezember 1964 wurde Egon Bernoth (1920–1991) in Nachfolge von Josef Emmrich, der am 28. November 1963 mit nur 54 Jahren verstorben war, zum Direktor der Landesfrauenklinik Magdeburg und Mitglied des Lehrkörpers der Medizinischen Akademie Magdeburg berufen, ab September 1969 zum Professor mit Lehrstuhl. Die Klinik entwickelte sich unter seiner Leitung zu einem Zentrum der Sterilitätsbehandlung weiter.
Nach der Emeritierung von Egon Bernoth wurde die Leitung der Landesfrauenklinik an Bernd Seifert übertragen, welcher die In-vitro-Fertilisation in Magdeburg einführte und damit das Profil als Zentrum der Sterilitätsbehandlung ausbaute. Mit Gründung der Otto-von-Guericke-Universität Magdeburg am 3. Oktober 1993 wurde die Landesfrauenklinik zum Klinikbereich I der Universitätsfrauenklinik und Seifert zum Leiter des Klinikbereichs und Direktor der gesamten Universitätsfrauenklinik ernannt. Nach der politischen Wende in der DDR bestanden zeitweilig Bestrebungen, die Landesfrauenklinik aus der Universität auszugliedern. Seifert, anfangs ein entschiedener Gegner dieser Pläne, begann jedoch später, die Klinik auf ihre Selbständigkeit vorzubereiten. Da man die Pläne von Seiten der Universität jedoch bereits wieder fallen gelassen hatte, konnte er seine Vorstellungen nicht umsetzen. Seifert musste die Klinik verlassen und gründete 1993 das IVF-Zentrum Regensburg.
Die Leitung der Universitätsfrauenklinik wurde Wolfgang Weise (1938–2006) übertragen, welcher 1964 seine Laufbahn an der Landesfrauenklinik als Assistenzarzt begonnen hatte und bis zu seiner Berufung zum Professor 1985 und dem Wechsel als Leiter des Klinikbereich II an die Leipziger Straße an der Landesfrauenklinik als Oberarzt tätig war. In den vierzehn Jahren seines Direktorats erfolgte 1994 eine erste Sanierung des Gebäudes als Vorbereitung auf eine räumliche, personelle und fachliche Zusammenführung beider Klinikbereiche an einem Standort, der früheren Landesfrauenklinik. Dies war mit einer Reduzierung der Betten von 370 auf 115 und einen Abbau von Personal verbunden.
1994 wurde Jürgen Kleinstein zum Professor und Leiter der neu gegründeten Abteilung für Reproduktionsmedizin und Gynäkologische Endokrinologie an die Universitätsfrauenklinik berufen, womit die Bedeutung der Sterilitätsbehandlung wieder gestärkt wurde. Die Abteilung wurde später in die Klinik für Reproduktionsmedizin und Gynäkologische Endokrinologie umgewandelt und war damit eine der ersten Einrichtungen dieser Art in Deutschland.

## Entwicklung ab 2000

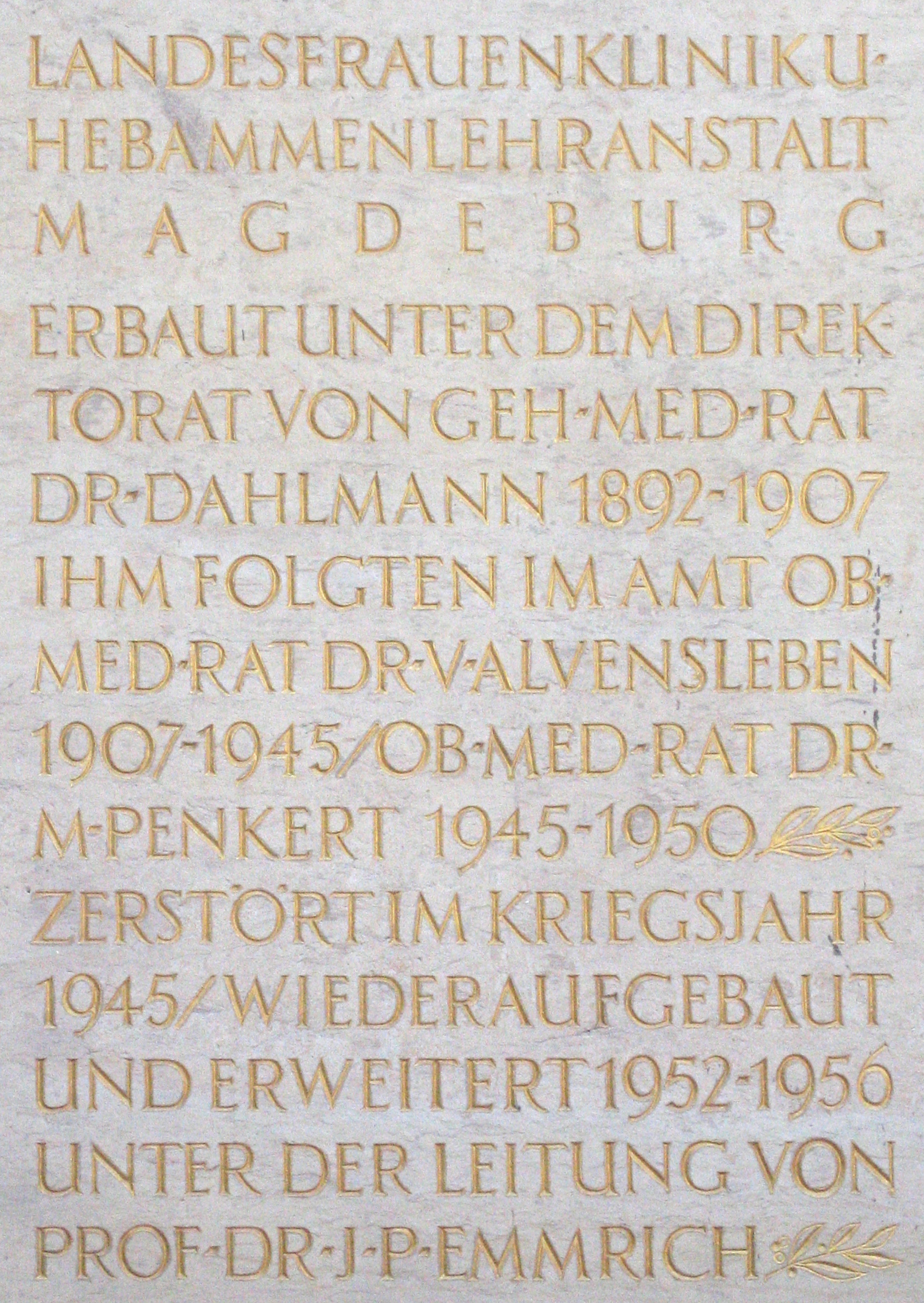
Gedenktafel

In den Jahren 2000 bis 2004 wurde das Gebäude umfassend saniert und erweitert.
Nach Emeritierung von Wolfgang Weise im Jahr 2004 wurde Serban-Dan Costa zu seinem Nachfolger berufen und mit der Leitung der Universitätsfrauenklinik betraut.
2015 wurden an der Klinik 1322 Kinder geboren. Damit gehört die Klinik zu den geburtenstärksten Einrichtungen in Sachsen-Anhalt.
Die neu gegründete Abteilung für Experimentelle Gynäkologie und Geburtshilfe wird von Ana Claudia Zenclussen geleitet. In Kooperation mit Kliniken der Umgebung wird ein Brustzentrum betrieben. In Fortführung der Tradition in der Hebammenausbildung wird jährlich eine Tagung für Hebammen ausgerichtet. Weitere Tagungen sind die Jahrestagung der Mitteldeutschen Gesellschaft für Frauenheilkunde und Geburtshilfe, die turnusmäßig durch die Universitätsfrauenklinik in Magdeburg veranstaltet wird, sowie die Magdeburger Arbeitstagung Reproduktionsmedizin, Interdisziplinäre Andrologie und Endokrinologie (MARIE) der Klinik für Reproduktionsmedizin und Gynäkologische Endokrinologie.
Nach der Emeritierung von Jürgen Kleinstein wurde die Klinik für Reproduktionsmedizin und Gynäkologische Endokrinologie zum 1. Januar 2018 in eine Abteilung der Universitätsfrauenklinik umgewandelt.

## Bekannte Hebammenschülerinnen
- Nanna Conti (1881–1951), NSDAP-Mitglied, Leiterin der Reichshebammenschaft 1933–1945, Schülerin 1903/1904